# Port Jokohama

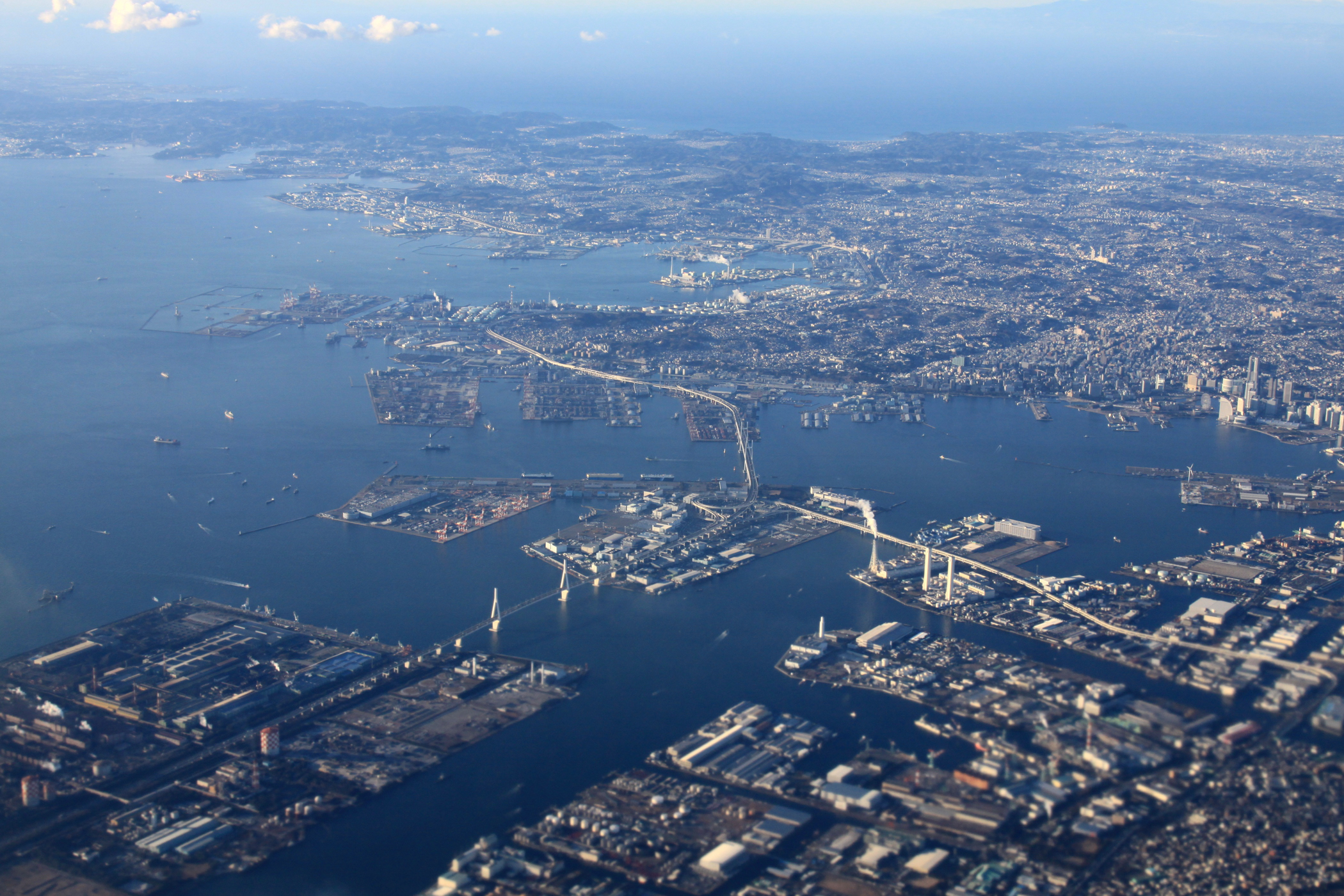
Miasto i port z lotu ptaka, 2010 r.

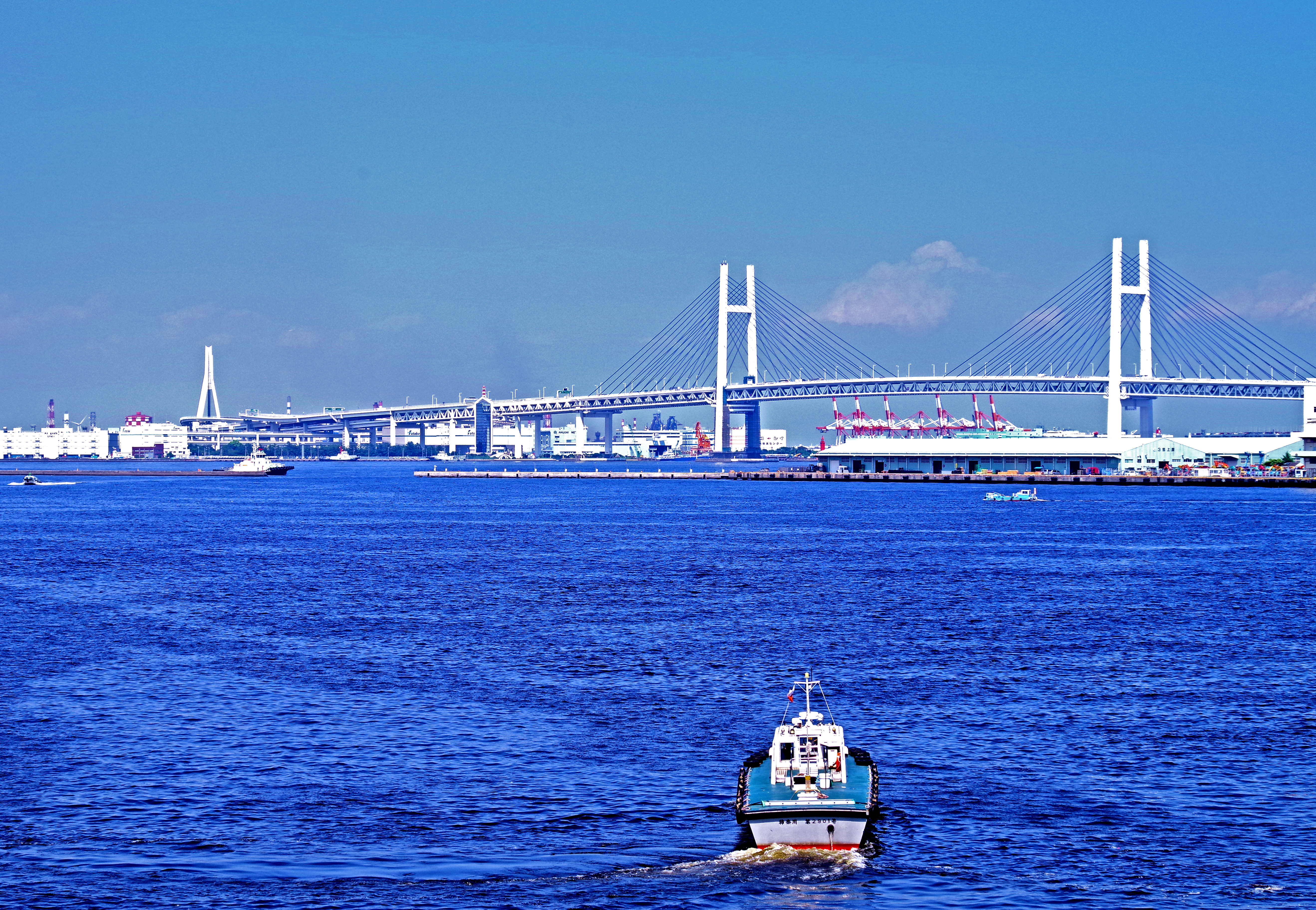
Yokohama Bay Bridge

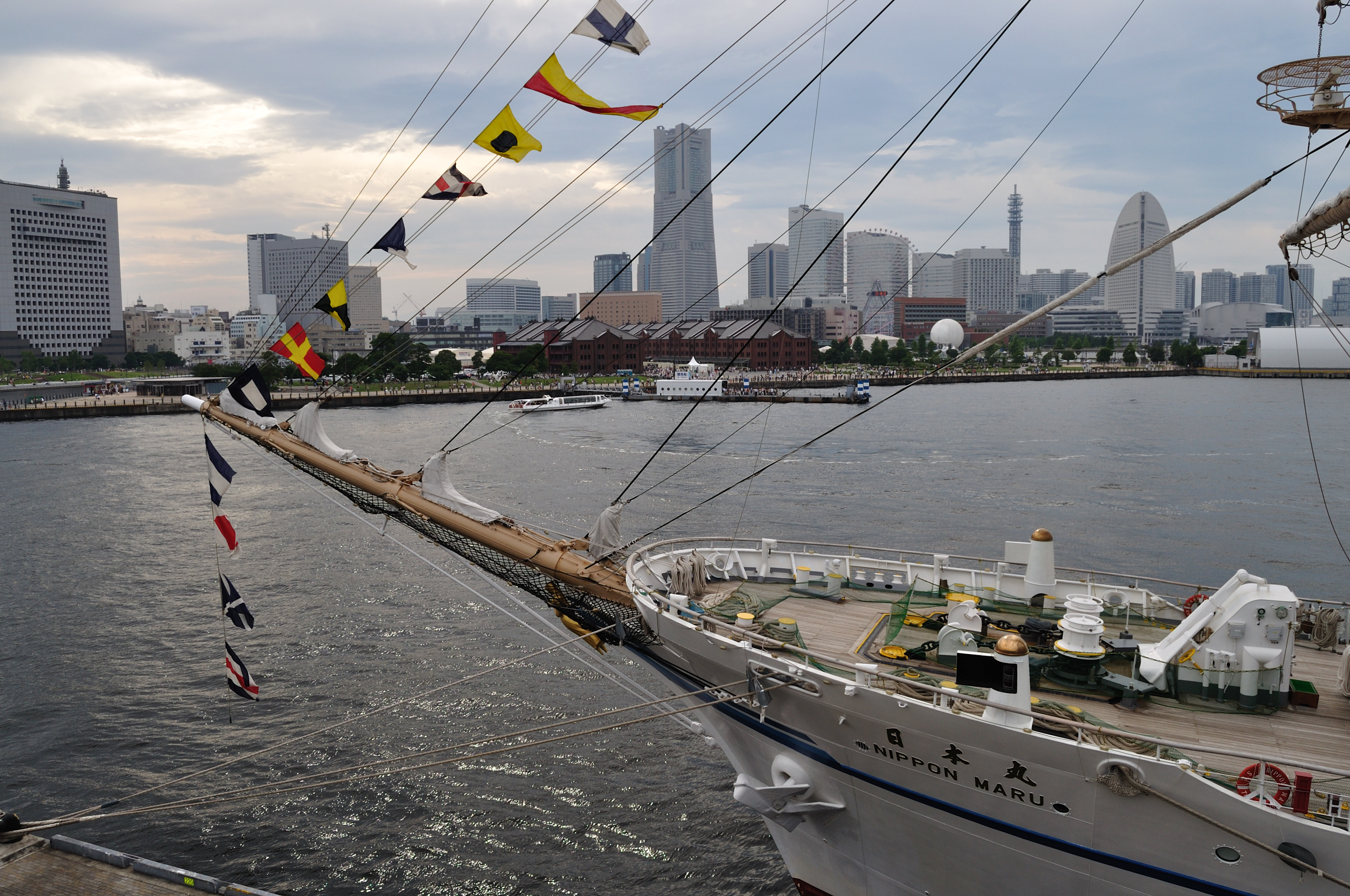
Panorama portu

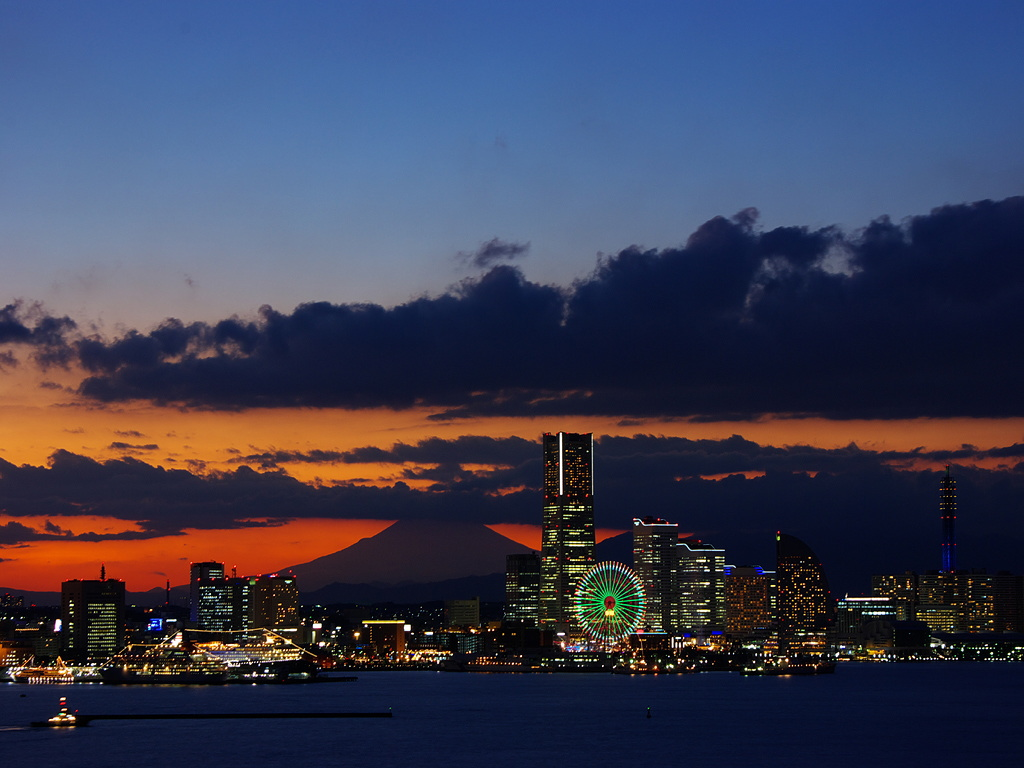
Port nocą, w głębi góra Fuji

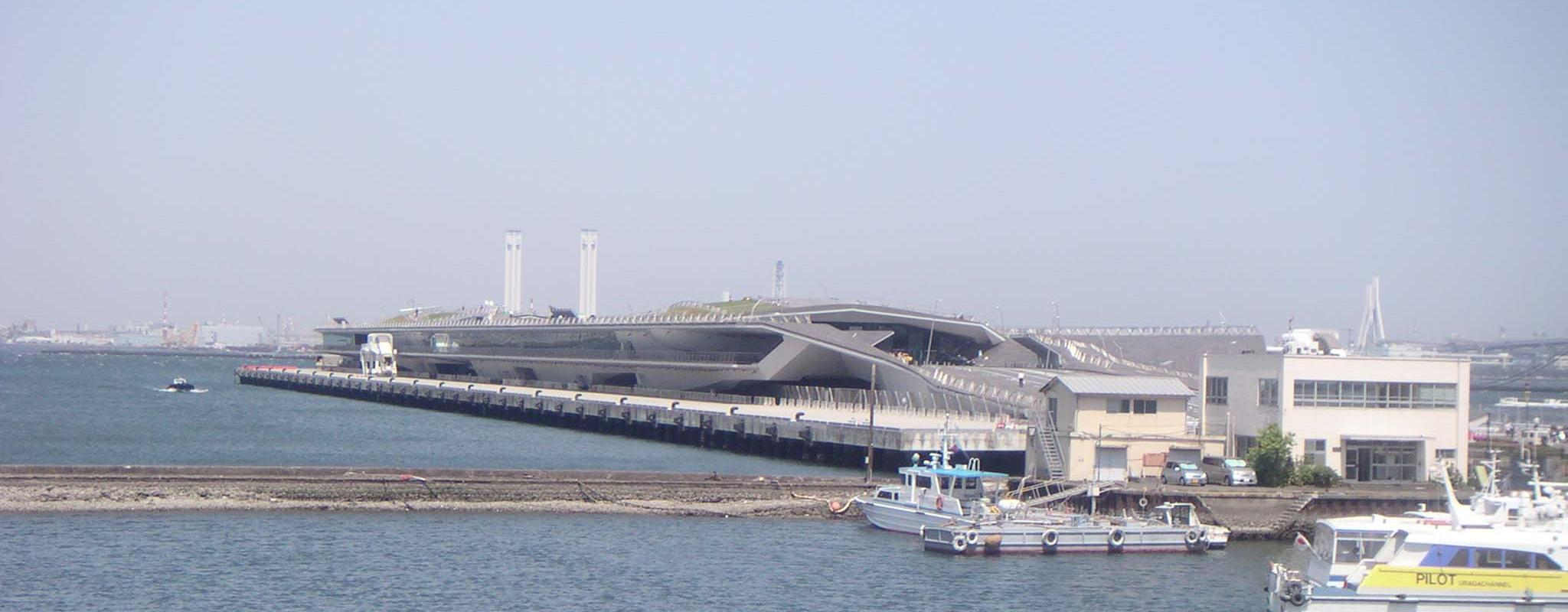
Pirs Ōsanbashi jest symbolem nowoczesnego portu

Port Jokohama (jap. 横浜港 Yokohama-kō) – japoński port morski w mieście Jokohama nad Zatoką Tokijską. 

## Obiekty portowe
Port w Jokohamie ma wiele pirsów w tym m.in.:
- Honmoku – najważniejszy obiekt w porcie z 24 nabrzeżami, oddany do użytku w 1970 roku. Jest rdzeniem portu, który może przyjmować różne typy statków;
- Ōsanbashi – obsługuje ruch pasażerski (w tym statki wycieczkowe), posiada stanowiska obsługi celnej i pomieszczenia kwarantannowe. Jest najstarszym w Porcie Jokohama, zbudowanym w latach 1889–1896, przebudowanym w latach 1988–2002. Terminal może pomieścić jednocześnie cztery statki pasażerskie klasy 30 000 ton lub dwa statki klasy 70 000 ton. Dach służy jako otwarty przez całą dobę plac, z którego można podziwiać widok wokół i zawijające statki ;
- Detamachi – „bananowy pirs”, ukończony w 1963 roku, główne miejsce rozładunku świeżych owoców i warzyw;
- Daikoku – pierwsze sztuczne molo wyspowe o powierzchni 321 hektarów, zbudowane w latach 1971–1990 ze względu na zwiększenie ilości ładunków oceanicznych i rozwój konteneryzacji, mieści magazyny o łącznej powierzchni 1 mln m², w tym około 60 prywatnych magazynów, co tworzy kompleksowe centrum logistyczne. Posiada 25 miejsc do cumowania (o łącznej długości 5 250 m);
- Mizuho – budowę rozpoczęto w 1925, a zakończono w 1945 roku. Od II wojny światowej jest użytkowane przez siły amerykańskie stacjonujące w Japonii. W 2003 roku rozpoczęto eksploatację nowego publicznego nabrzeża, które służy do przeładunku materiałów budowlanych. Duża turbina wiatrowa, którą można zobaczyć z dowolnego miejsca portu, znajduje się na tym molo.

## Historia
W 1858 roku pierwszy konsul amerykański Townsend Harris doprowadził do zawarcia nierównoprawnego traktatu handlowego, dzięki któremu Amerykanie uzyskali dostęp m.in. do portów i miast: Jokohamy, Nagasaki, Niigaty, Hyōgo, Edo, Osaki. Dokument nazywał się: „Japońsko-amerykański traktat o przyjaźni i handlu” (ang. Treaty of Amity and Commerce Between the United States and the Empire of Japan; jap. Nichibei Shūkō Tsūshō Jōyaku).
Port w Jokohamie został otwarty w 1859 roku.
W 1923 roku port i miasto zostały zniszczone przez wielkie trzęsienie ziemi.

## Statystyki
W 2006 roku port w Jokohamie obsłużył 42 622 statków. Przeładowano 138 220 075 ton towarów. 